# 南圣弗朗西斯科
南圣弗朗西斯科是巴西圣卡塔琳娜州的一个市镇。总面积493平方公里，总人口37613人，人口密度76.3人/平方公里。